# Josephine Zehnder-Stadlin
Pour les articles homonymes, voir Zehnder.
 (juin 2025).
Josephine Zehnder-Stadlin, née Stadlin le 19 mars 1806 à Zoug et morte le 26 juin 1875 à Zurich, est une pédagogue suisse. 

## Biographie
Josephine Stadlin est la fille du médecin Franz Karl Stadlin. Sa famille est de tendance politique libérale, ses parents sont imprégnés par l'esprit des Lumières. Elle fréquente le cloître de Zoug et y fait plus tard une formation de couturière.
Après la mort de son père en 1829, elle doit entretenir ses huit frères et sœurs plus jeunes. Elle ouvre alors une école de couture. Plus tard, l'enseignement de la lecture et de l'écriture y sont également proposés.
De 1831 à 1834, elle reprend ses études à l'institut d'Yverdon-les-Bains afin de devenir enseignante. Elle y est formée par Rosette Niederer-Kasthofer suivant les préceptes de Johann Heinrich Pestalozzi. Par la suite, recommandée par sa tante Elise Ruepp et son ami Augustin Keller, elle commence à enseigner à l'institut d'Aarau. Elle y forme de futures enseignantes en allemand, français, histoire et géographie. Elle fait venir sa mère à Aarau et donne des cours à de jeunes filles dans le centre qu'elle a créé.
En 1839, Josephine Stadlin ouvre un institut de formation pour les enseignantes à Olsberg, mais doit abandonner le projet au bout de deux ans. Elle déménage alors à Zurich, où son institut connaît un grand succès grâce à sa renommée. Stadlin y enseigne la pédagogie, l'allemand et la religion, tandis que d'autres instituteurs donnent les cours dans les autres matières. Bien que catholique, elle ouvre également ses écoles aux femmes de confession protestante.
En parallèle de ses activités d'enseignement, elle continue elle-même à se former. Elle fait partie des premières femmes qui peuvent assister à des cours à l'université de Zurich grâce à une autorisation spéciale de l'administration.
De 1845 à 1850, Josephine Stadlin publie le journal Die Erzieherin, l'éducatrice, qui est consacré à la formation des femmes. Elle fonde également le Verein Schweizerischer Erzieherinnen, l'association des éducatrices suisses. Elle dirige enfin un séminaire sur la formation des enseignantes.
Ses activités, démontrant une trop grande émancipation, lui amènent des critiques contre son séminaire. La majorité des étudiantes catholiques quitte alors l'institut. En 1853, Stadlin décide de mettre fin à son séminaire et à l'institut. Elle se consacre alors à la rédaction d'ouvrages pédagogiques. Parmi ceux-ci, on compte un livre en sept tomes sur Pestalozzi auquel elle travaille pendant onze ans. Le premier tome est cependant publié à titre posthume.
Elle se marie en 1858, au médecin et homme politique veuf Hans Ulrich Zehnder.
Ses manuscrits sont conservés à la bibliothèque centrale de Zurich.

## Œuvre
- (de) Die Musterschule am schweizerischen weiblichen Seminar, ein Beitrag zur Begründung einer Schule der Natur und des Lebens, 1850
- (de) Morgengedanken einer Frau, 1853
- (de) Die Erziehung im Lichte der Bergpredigt, 1856
- (de) Pädagogische Beiträge, 1863
- (de) Pestalozzi; Idee und Macht der menschlichen Entwicklung, Gotha, Thienemann, 1875